# História do futebol na Inglaterra
A história do futebol inglês, o pioneiro do jogo, é longa e bem detalhada.
O futebol se desenvolveu na Inglaterra em 1863 com o objetivo de unir os jogos de futebol das escolas públicas e universidades inglesas, a partir da criação das regras do jogo.
Há informações de jogos realizados nessas escolas em meados de 1551. A Inglaterra ostenta a posição de primeiro país a documentar a palavra “futebol” e ter as primeiras referências do esporte em francês (1314). 
O país naturalmente é a origem dos clubes de futebol mais antigos (datados de meados de 1857), das competições mais antigas (Copa FA - Associação de Futebol -  fundada em 1871) e a primeira nação a ter uma liga de futebol (1888). Por essas razões, a Inglaterra é considerada a pioneira do futebol como nós o entendenos na atualidade.

## Principais clubes
Entre os seus principais clubes na atualidade, seis são campeões da Liga dos Campeões da UEFA,  Aston Villa, Chelsea, Liverpool, Manchester City, Manchester United e Nottingham Forest.
São vice-campeões da principal competição continental, Arsenal, Leeds United e Tottenham.
Entre os maiores campeões do Campeonato Inglês não citados acima o Everton foi campeão da Recopa Europeia, a segunda competição europeia em hierarquia quando de sua conquista.

## 1200–1800: pré-definição das regras
As raízes do futebol inglês na Inglaterra foram achadas no futebol medieval jogado anualmente em Shrovetide. Há indícios de que esse jogo é derivado daqueles jogados em Brittany e Normandy e pode ter sido trazido para a Inglaterra durante o processo de invasão dos normandos. Esses jogos eram violentos e sem regras. Por isso, eram frequentemente banidos.
A Inglaterra é origem de praticamente todos os registros de derivações do futebol:
O primeiro registro de um jogo em que chutavam uma bola é de 1280. Isso aconteceu em Ulgham, perto de Ashington, local em que um jogador foi morto por ter corrido na direção do punhal de um jogador adversário. Esse fato confirma que em meados do século XIII jogos de futebol eram jogados na Inglaterra. Porém, o primeiro registro de um jogo de futebol é de 1314 quando Nicholas de Farndone, lorde da cidade de Londres, lançou um decreto em nome do Rei Eduardo III banindo o esporte. O documento foi escrito em francês, uma vez que era lido pela camada rica inglesa. A tradução diz: “enquanto existir barulho por conta da correria atrás de uma bola nas ruas da cidade, local onde muitas pessoas más podem surgir, e que Deus nos livre: comandamos e proibimos, em nome do rei e sob pena de prisão, que esse jogo seja praticado nessa cidade. ”
A primeira explicação de como funciona o futebol surgiu no fim do século XV. Esse documento em latim, que contém uma série de características do futebol moderno, foi escrito em Cawston, Nottinghmshire. Essa foi a primeira comprovação de um “jogo de chutar” e a primeira descrição de driblar: “o jogo que as pessoas se encontram para recreação se chama futebol. É aquele em que jovens impulsionam uma bola não jogando para cima, mas jogando-a e rolando-a no chão, porém não com as mãos e sim com os pés… chutando em direções opostas. ”
O primeiro registro de futebol como um time organizado é de 1581. Richard Mulcaster, aluno do Colégio Eton no século XVI e posteriormente diretor de outras escolas, possui as primeiras referências de times, posições, juízes e um treinador. O futebol de Mulcaster evoluiu do futebol tradicional, violento e desorganizado. Mulcaster também afirma que no século XVI o futebol inglês era muito popular e muito difundido: “ele atraiu grandeza e era muito usado em vários países.” Apesar disso, a violência continuava sendo um problema.
As primeiras referências de gols são datadas do fim do século XVI e início do século XVII na Inglaterra. Em 1584 e 1602 respetivamente, John Norden e Richard Carew se referiram à “gols” no Cornish Hurling. Os primeiros gols feitos são da Inglaterra no século XVII. Por exemplo, na peça de John Day “O mendigo cego de Bethnal Green”: “Eu vou fazer um gol no futebol de campo (uma variedade muito violenta do futebol que era popular em East Anglia)”. 
Mesmo com o fato de o futebol sempre ter sido colocado na ilegalidade, ele continuava popular entre as classes dominantes. Por exemplo, durante o reino do rei James I da Inglaterra, James Howell, historiador da época, contou como os lordes Willoughby e Sunderland se divertiam jogando futebol: “Lorde Willoughby e Sunderland jogaram uma partida de futebol com seus servos contra alguns interioranos. Lorde Sunderland terminou o jogo com um machucado no peito.
O futebol continuou sendo popular ao longo do século XVII na Inglaterra. O primeiro estudo feito sobre ele é datado do ano de 1660 e está presente no livro de Francis Willughby. É um texto importante uma vez que ele se refere ao futebol pelo seu nome correto e descreve os gols e o campo (um espaço que tem “portões”, ou gols, no final de ambos), tática (posicionar os melhores jogadores perto do gol), fazer gols (quem fizer a bola passar pelo gol oponente primeiro, ganha) e o jeito que os times eram selecionados (os jogadores sendo igualmente divididos de acordo com sua força e agilidade). Ele foi o primeiro a descrever a regra do futebol: “Os jogadores normalmente quebram a tíbia do outro quando se trombam durante o jogo e se chocam contra a bola, mesmo existindo uma regra que diz que eles não podem ficar acima da bola.” O livro também contém um diagrama ilustrando um campo moderno de futebol. O esporte mostrava sua popularidade no fim do século XVII, até em cidades como Londres. O escritor Samuel Pepys conta que em 1655 existia uma rua na capital inglesa conhecida como a rua cheia de jogos de futebol.

## 1800-1870: primeiras regras
Em 1838, um menino de 13 anos, James Mills, quebrou sua perna em três lugares enquanto jogava futebol e por isso teve que amputá-la. 
Em 1844, o futebol era evidentemente muito popular em Londres. Um aviso no jornal Guardian no dia 14 de dezembro diz: “Procura-se imediatamente um campo de futebol na vizinhança de London Road ou Oxford Street". Em 1845, uma referência interessante do mercado de Lancashire mostra como o futebol era popular entre os operários londrinos: “Qualquer estranho que passasse na rua por volta do meio dia viria um número de jovens homens vestidos com uma roupa tradicional jogando futebol. ”

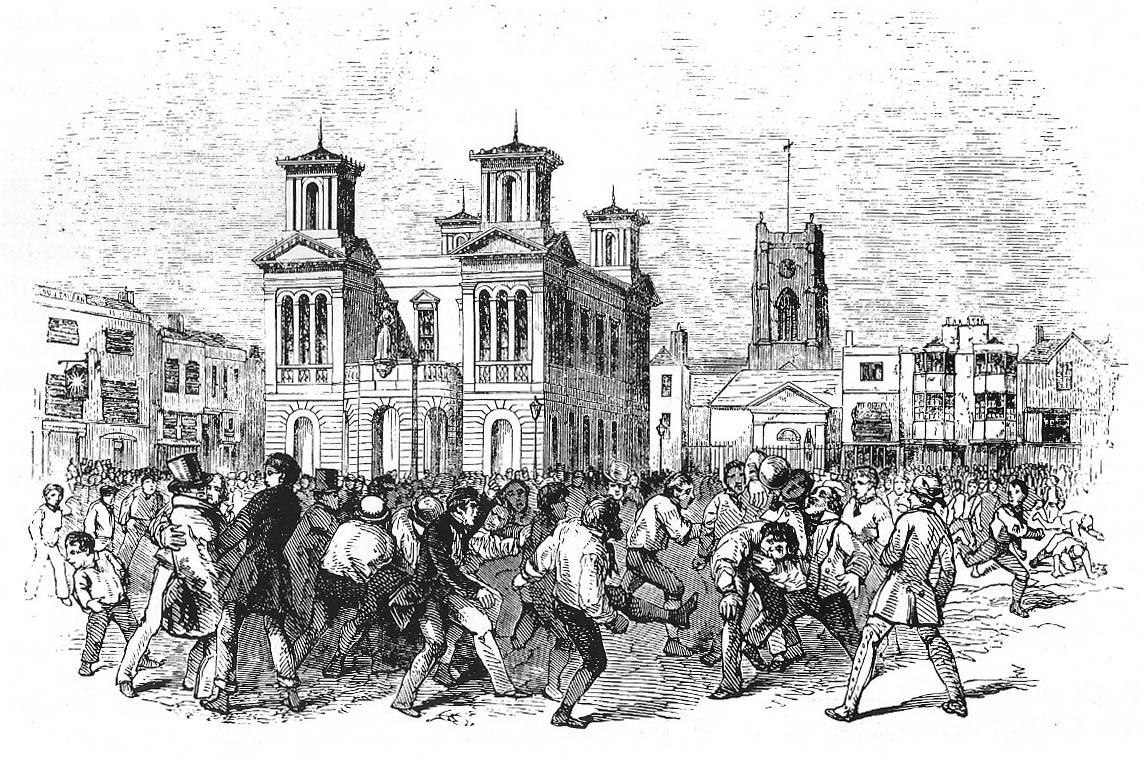
Jogo de futebol entre os clubes de Thames e Towsend, Londres, 1846

	A Inglaterra foi o primeiro país do mundo a desenvolver o futebol codificado proveniente da intenção de várias escolas públicas que queriam competir entre si. As primeiras tentativas de criar códigos únicos começaram provavelmente em 1840 com várias reuniões entre representantes escolares que tinham como intenção criar uma série de regras que satisfizesse à todos. A primeira tentativa foram as regras de Cambridge criadas em 1848; outros desenvolveram suas próprias, sendo Sheffield F.C (1855) e J.CThring (1862) as mais conhecidas. Todas essas foram compiladas em um único conjunto de regras em 1863 quando a Associação de Futebol foi formada, apesar de outros clubes continuarem jogando sob as regras de Sheffield até 1878. 
	As regras de 1863 da Associação de Futebol têm a primeira referência da linguagem inglesa do verbo “passar” a bola.
	C.W. Alcock se tornou o primeiro jogador a ter um impedimento marcado em 31 de março de 1866, confirmando que os jogadores estavam sondando formas de explorar a nova regra de impedimento. Essa regra foi introduzida em 1866 na Associação de regras do futebol. Ela era praticamente idêntica àquela que fazia das regras de Cambridge.
	As regras de Sheffield foram particularmente importantes uma vez que o sistema de impedimento deles permitia roubar a bola e assim demonstrar o uso do passe pra frente: jogadores conhecidos como “chutadores” eram posicionados permanentemente próximos ao gol adversário para receber essas bolas. De acordo com C.W. Alcock, o estilo de Sheffield deu origem ao jogo moderno de passe de bola. Posteriormente as regras de Sheffield incluíram os travessões, intervalo e os tiros livres introduzidos em 1866.
	Os ingleses introduziram o futebol na França em 1863 fundando o primeiro clube, como mostra esse trecho do jornal: Alguns cavaleiros ingleses morando em país organizaram recentemente um time de futebol… As partidas ocorrem nos Bosques de Boulogne sob permissão das autoridades francesas.

## 1870–1888: aFA Cup, profissionalismo e a primeira partida internacional
Uma regra de impedimento não foi incluída nas regras de 1863 da Copa FA. Em 1867, uma regra informal baseada nas regras de Cambridge foi introduzida, permitindo o passe para frente. Consequentemente, no fim de 1860 as estratégias de time e passe de bola começaram a evoluir e fizeram do futebol o que ele é hoje. 
Trabalho em equipe e passe de bola foram as inovações da Associação de Futebol dos Engenheiros do Exército Britânico. Em 1869, eles estavam trabalhando bem juntos, apoiando-se e se beneficiando da cooperação. Em 1870, os Engenheiros foram os primeiros a usar as estratégias de passe de bola. O passe é uma característica regular de seu estilo e habilidades incluindo passando a bola para os companheiros e organização irrepreensível de atacantes e defensores. Em 1872, os Engenheiros foram o primeiro time de futebol reconhecidos por jogarem lindamente juntos.

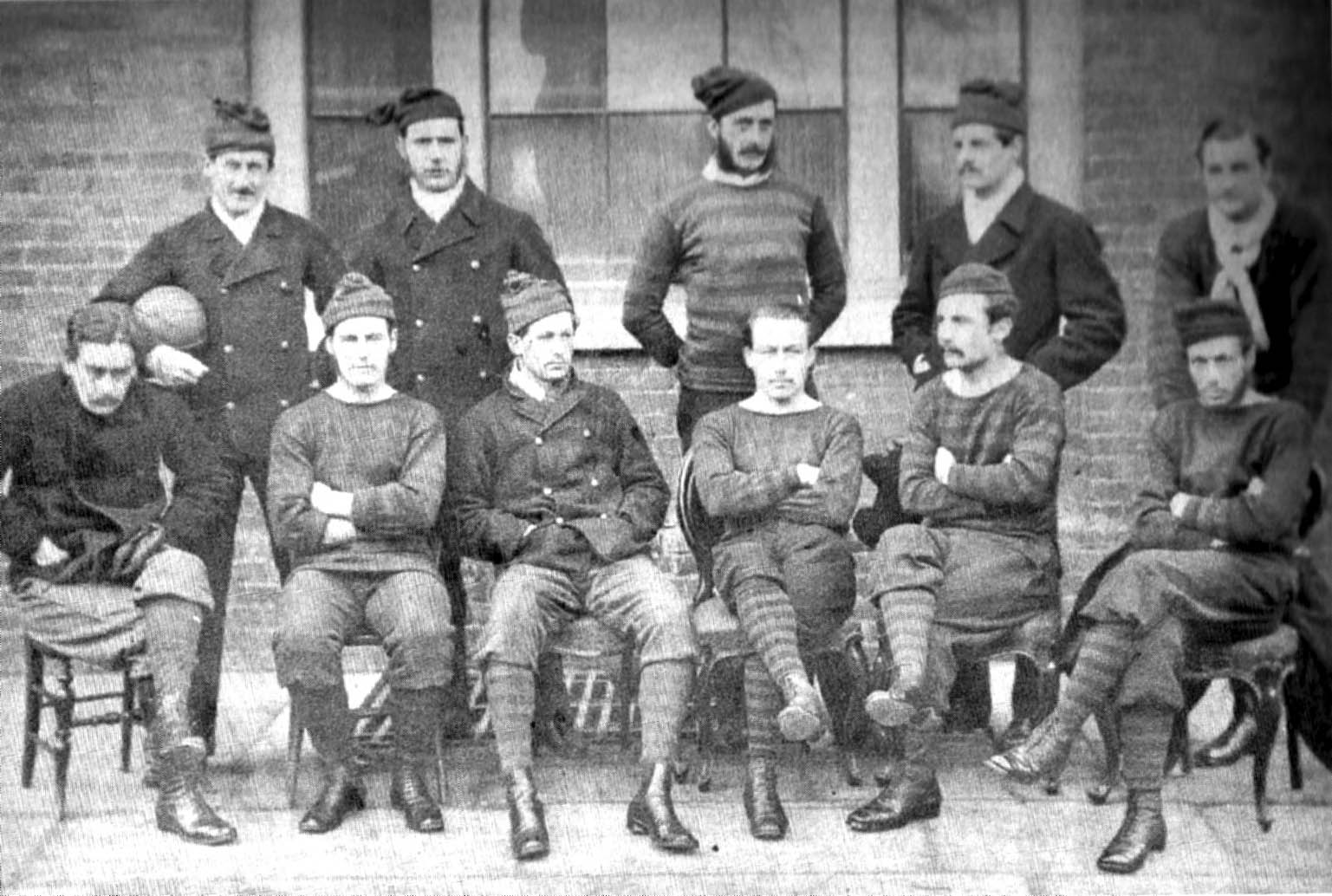
O time dos engenheiros da realeza, 1872

A Copa FA foi a primeira competição organizada nacionalmente. A Copa de eliminação, que começou em 1871, teve os Wanderers como os primeiros vencedores. Naquele tempo, o futebol profissional era proibido e, por isso, a copa era dominada por equipes sociais ou por times de ex-alunos. A Associação Escocesa se separou da FA em 1873.
A Inglaterra foi a sede da primeira partida de futebol internacional em março de 1870. O primeiro jogo terminou em empate e era uma das quatro partidas entre representantes da Inglaterra e Escócia. Esses jogos foram organizados pela Associação de Futebol (FA), até então o único organismo nacional de futebol.
A primeira partida de futebol (atualmente reconhecida pela FIFA) foi realizada entre Escócia e Inglaterra no dia 30 de novembro de 1872. Essa partida foi jogada sob as regras da FA. On ingleses se deram melhor e derrotaram os escoceses.
Esse período no futebol inglês foi dominado por um conflito entre aqueles que apoiavam o profissionalismo e os que queriam que o esporte continuasse amador. Clubes na Escócia e no norte da Inglaterra defendiam, em sua maioria, um jogo profissional, já que as classes operárias da região não podiam perder o trabalho para jogar futebol. No sul da Inglaterra, o jogo era mais popular entre os pertencentes da classe média, que defendiam os valores do amadorismo. Alguns clubes, Blackburn Rovers e Darwen foram acusados de contratar profissionais e a FA finalmente legalizou essa prática em 1885 com o intuito de evitar uma separação.

## 1888–1915: criação da Liga de Futebol
Os novos profissionais precisavam de competições mais regulares, o que levou a criação da Liga de Futebol em 1888 por William McGregor, diretor do Aston Villa. Esse fato foi defendido por aqueles que apoiavam o futebol profissional. Os 12 membros fundadores eram seis de Lancashire (Blackburn Rovers, Burnley, Bolton Wanderers, Accrington, Everton e Preston North End) e seis de Midlands (Aston Villa, Derby County, Notts County, Stoke, West Bromwich Albion e Wolverhampton Wanderers). Durante a primeira década do século XX, o Manchester City parecia ser o melhor time da Inglaterra depois de ter vencido a Copa FA em 1904, mas logo foi revelado que o time estava envolvido em irregularidades financeiras, que incluía pagar de 6 a 7 libras por semana de salário enquanto o salário limite no país era de 4 libras por semana.
Preston North End venceu o primeiro campeonato da Liga De Futebol sem perder nenhuma das 22 partidas, e ainda ganhou a Copa FA para completar a dobradinha. Eles seguraram o nome da Liga no ano seguinte, mas na virada do século XX eles foram ofuscados pelo Aston Villa, que copiou o sucesso duplo de Preston. Outros times de Midland, como Wolves (campeões da copa FA em 1893) e West Bromwich Albion (campeões da copa FA em 1888 e 1892) também foram muito bem-sucedidos durante essa era, assim como os Blackburn Rovers, campeões cinco vezes durante os anos 1880 e 1890.
Em 1891, o engenheiro de Liverpool John Alexander Brodie inventou a rede do futebol.
Em 1892, a segunda divisão foi adicionada, possibilitando que mais times pudessem jogar; Woolwich Arsenal se tornou o primeiro clube da capital da Liga em 1893; eles foram acompanhados pelo Liverpool no mesmo ano. Em 1898 as duas divisões se expandiram para 18 clubes. Outras ligas adversárias eram ofuscadas pela Liga de Futebol, mesmo ambas as ligas, Norte e Sul, tendo se mantido como competidoras no período pré Primeira Guerra. 
Na virada do século XX, clubes de Sheffield foram particularmente bem-sucedidos, com Sheffield United ganhando um título e duas Copas FA, assim como perdendo para o Tottenham na final de 1901; enquanto The Wednesday (mais tarde Sheffield Wednesday) ganhou dois títulos e duas Copas FA, apesar de ter sido rebaixado em 1899, eles voltaram para a primeira divisão no ano seguinte. Sunderland ganhou quatro títulos entre 1892 e 1902, e na década seguinte o Newcastle United ganhou três títulos (1905, 1907 e 1909) e chegou à cinco finais da Copa FA num período de sete anos, ganhando apenas uma. Além disso, Bury, um dos times de Manchester, ganhou de 6-0 do Derby County na final da Copa FA em 1903, um recorde que se mantêm até hoje.
Durante a primeira década do século XX, o Manchester City parecia ser o melhor time da Inglaterra depois de ter vencido a Copa FA em 1904, mas logo foi revelado que o time estava envolvido em irregularidades financeiras, que incluía pagar de 6 a 7 libras por semana de salário enquanto o salário limite no país era de 4 libras por semana. As autoridades ficaram furiosas e repreenderam o time, demitindo cinco de seus diretores e banindo quatro de seus jogadores, que nunca mais puderam voltar ao time.
Por outro lado, era o vizinho do City, United, que foi o mais sucedido durante o começo do século XX, ajudado pela contratação de alguns ex-jogadores do City, incluindo o talentoso Welsh. Eles chegaram à primeira divisão em 1906 e foram coroados campeões dois anos depois. Em 1909, eles ganharam a Copa FA e dois anos depois venceram mais um título da Liga de Futebol. Uma queda brusca e o time não teria mais títulos de importância nos próximos 37 anos. Houve uma dominação maior de clubes do noroeste da Inglaterra, como o Liverpool que ganhou duas Ligas em 1901 e 1906 e o Everton, vencedor da Copa FA em 1906. Às vésperas da Primeira Guerra Mundial, os Blackburn Rovers ganharam dois títulos da Liga em 1912 e 1914. Oldham Athletic apareceu rapidamente como uma possível força do futebol inglês daquela época, sendo um dos possíveis candidatos ao título na temporada de 1914-15. Porém, terminaram o campeonato como vice-campeões. Entretanto, depois que a Liga voltou em 1919, o novo Oldham não conseguiu ter o mesmo desempenho do período pré-guerra e foi rebaixado em 1923 sem conseguir voltar para a primeira divisão por 68 anos.
Os clubes do Sul saíram-se muito mal, embora o Woolwich Arsenal tenha se tornado o primeiro clube de Londres a subir para a primeira divisão em 1904, enquanto alguns times da capital se juntaram à Liga (Clapton Orient, Chelsea, Fulham e Tottenham Hotspur). Em 1921, os Spurs ganharam duas Copas FA, apesar de Arsenal e Chelsea não terem ganhado nenhuma. 
O Woolwich Arsenal sofreu para conseguir resultados expressivos mesmo depois de ter subido para a primeira divisão. Por isso, os donos do clube decidiram mudar a sede de Plumstead, sul de Londres para um novo estádio em Highbury, norte de Londres em 1913. Eles jogaram nesse estádio por 93 anos até mudarem para o Emirates Stadium em 2006.
Na cena internacional, os países do Reino Unido continuaram se enfrentando, sendo a Escócia o país que mais se destacava. Quando os países se juntaram para jogar como Grã-Bretanha nos Jogos Olímpicos, eles se tornaram invencíveis, ganhando todas as medalhas de ouro que antecederam a Primeira Guerra Mundial. A Inglaterra jogou os primeiros jogos contra times de fora das Ilhas Britânicas em 1908.

## 1919–1939: período entre-guerras
De 1920 a 1923, a Liga de Futebol se expandiu e ganhou a terceira divisão (que posteriormente se expandiu para Terceira Divisão do Sul e Terceira Divisão do Norte), com todas as ligas contendo 22 clubes, sendo 88 no total. Além disso, em 1923 o estádio de Wembley foi aberto e recebeu a primeira final da Copa entre Bolton Wanderers e West Ham United, conhecida como a final dos Cavalos Brancos. O Bolton venceu a partida por 2-0.
Durante os anos entre a Primeira e a Segunda Guerras, Arsenal e Everton foram os dois times que dominaram o futebol inglês, embora o Huddersfield Town fez história em 1926 por ter sido o primeiro time a conseguir um hat-trick (três títulos seguidos). O Arsenal faria o mesmo em 1935. O empresário Herbert Chapman esteve envolvido com ambos os times. Ele comandou o Huddersfield no primeiro de seus dois títulos antes de estar à frente do Arsenal, time que ele presidiu durante os dois títulos, porém morreu antes do terceiro título ser alcançado.
O Everton alcançou o topo em 1928 depois de vencer o campeonato graças ao desempenho de Dixie Dean, centroavante de 21 anos que alcançou a marca de 60 gols. Ele foi beneficiado pelas regras de 1920, que permitiam gols de escanteio e a flexibilidade das regras de impedimento. O Everton ganhou mais dois títulos, em 1932 e 1939, e a copa FA em 1933. O Liverpool ganhou títulos em 1922 e 1923, mas não conseguiram manter o ritmo. Arsenal foi o time mais bem-sucedido da Inglaterra nos anos anos 30, ganhando vários títulos da Liga e Copas FA com um time de jogadores como Alex James, Eddie Hapgod, Joe Hulme e Cliff Bastin.
Sheffield Wednesday foi muito bem-sucedido durante os anos 30, ganhando o campeonato de 1929-30, a copa FA de 1935 e terminando no top 3 em todas as temporadas com exceção do período de 1930-36. Além disso, foi durante esse período que o Cardiff City ganhou seu único título, ganhando do Arsenal por 1-0 na final de 1927.
A seleção britânica continuou forte, mas perdeu seu primeiro jogo para as Ilhas não-Britânicas em 1929 e se recusaram a competir nas três primeiras Copas do Mundo, que na época aconteciam a cada quatro anos a partir de 1930. A Copa do Mundo de 1942 não aconteceu por conta da guerra, e mesmo com o fim da guerra em 1945, não havia dinheiro e tempo suficientes para organizar a Copa de 1946.

## 1945–1961: o fim do domínio inglês
O futebol inglês perdeu um pouco o ritmo nos anos seguintes ao fim da Segunda Guerra Mundial, quando muitos times fecharam por um período. O primeiro troféu pós-guerra foi do Derby County, que venceu o Charlton Athletic por 4-1 na final. A Liga recomeçou na temporada de 1946-47 com o título do Liverpool. Porém, ambos os times foram rebaixados nos anos 50 só retornando para a primeira divisão em 1962 (Liverpool) e 1969 (Derby County).
Nos anos posteriores, o Arsenal ganhou outros dois títulos e uma Copa FA, mas depois do segundo título de 1953, começou a decair consideravelmente e não ganharia outro troféu por quase 20 anos, mesmo tendo continuado na primeira divisão durante esse período. Entretanto, três de seus rivais de Londres alcançariam sucesso maior nos 15 anos seguintes, com Chelsea, Tottenham Hotspur e West Ham United ganhando os títulos mais importantes.
O Portmouth também teve muito sucesso nos anos que sucederam a guerra. Além de ter ganho a Copa FA na temporada anterior, eles ganharam seu primeiro título da Liga em 1949.
O Manchester United se reergueu como uma força do futebol sob o comando de Matt Busby. Eles ganharam a Copa FA de 1948 e a Liga em 1952: os primeiros títulos depois da Grande Guerra. Os principais jogadores do time eram Johnny Carey, Jack Rowley e Stan Pearson. O sucesso seguinte de Busby foram os “Busby Babes”-  assim chamado porque todos os jogadores eram muito jovens - que cresceram no sistema jovem de clubes, desenvolvido como um dos melhores times de Inglaterra elogiado por pessoa como Bobby Charlton, Dennis Viollet, Tommy Taylor e Duncan Edwards ganhando dois futuros títulos em 1956 e 1957. O Manchester United também se tornou o primeiro time inglês a competir na nova Copa Europeia, sendo contestados por campeões dos torneios internos ingleses e alcançando as semifinais de 1957 e 1958.
O desastre aéreo de Munique em 6 de fevereiro de 1958 causou a morte de oito jogadores e acabou com a carreira de outros dois, enquanto Busby sobreviveu com ferimentos sérios. Ele reconstruiu o time com uma mistura de jovens jogadores, sobreviventes do acidente e novas contratações. Depois de cinco anos, eles foram campeões da Copa FA.
O outro time que dominava o cenário do futebol era o Wolverhampton Wanderers, que passou a maior parte do período entre-guerras nas divisões mais baixas e ganhou 8 títulos da Liga e duas Copas FA sob o comando de Stan Cullis e o capitão Billy Wright. Outros times da região central da Inglaterra também alcançaram sucesso depois de um período conturbado, incluindo a vitória do West Bromwich Albion na Copa FA em 1954 (o primeiro título em 23 anos) outra conquista em 1957 contra o Aston Villa. 
Além disso, em 1951 o Tottenham Hotspur se tornou o primeiro time no futebol inglês a ganhar um título imediatamente depois de subir para a primeira divisão. O Chelsea ganhou seu primeiro e único troféu da liga no século XX em 1955.
Uma das partidas mais memoráveis do século foi a vitória do Blackpool contra Bolton Wanderers por 4-3 na final da Copa FA em 1953. O jogo ficou conhecido como a final do Matthews por conta da partida excepcional do lateral Stanley Matthews, apesar de Stan Mortensen ter feito 3 gols (hat - trick) naquele dia. Foi a única honra conquistada pelo Blackpool.
O futebol inglês, num contexto geral, começou a enfrentar um momento crítico, com uma ingenuidade tática se estabelecendo. A seleção foi humilhada na sua primeira Copa do Mundo em 1950 numa derrota memorável para os EUA por 1-0. Esse jogo foi seguido por duas derrotas para a Hungria em 1953 e 1954, uma delas por 6-3; a primeira vez que a seleção inglesa perdeu em casa para um time das Ilhas não-Britânicas. O time também perdeu para Budapeste por 7-1. As competições europeias não tiveram muito sucesso por parte de times ingleses, com a FA impedindo equipes de competirem. Nenhum desses times chegou a final da Copa Europeia até 1968.
Alguns jogadores de destaque dos anos 50 são: Duncan Edwards, Tommy Taylor, Bobby Charlton, Denis Law, Bobby Robson, Norman Deeley, Peter Sillet, Danny Branchflower, Denis Compton e Joe Mercer.
Enquanto Edwards e Taylor perderam suas vidas no acidente de Munique, outros jogadores naturalmente chegaram ao fim de seuas carreiras no mesmo período. Entre eles estão: Nat Lofthouse, Tom Finney, Billy Wright, Stan Mortensen, Bert Williams e Johnny Carey.
Os empresários e presidentes que obtiveram glória nos 15 primeiros anos do período pós-guerra foram Matt Busby, Tom Whittaker, Stan Cullis, Ted Drake e Stan Seymour.

## 1963–1971: a época de ouro
O fim dos anos 50 assistiu o começo da modernização do futebol inglês, com as terceiras divisões do Norte e do Sul se transformando em uma terceira e uma quarta divisão em 1958. O ano de 1960 viu a introdução da Copa da Liga (Aston Villa como primeiro vencedor), enquanto Matt Busby montou um novo time para a estreia do sobrevivente da tragédia de Munique Bobby Charlton. Durante o mesmo período, alguns times bem-sucedidos dos anos 50, como os Wolves, Blackpool e Bolton Wanderers começaram a declinar.
Foi o Tottenham Hotspur que se transformou na força dominante do futebol inglês no começo dos anos 60, ganhando a copa FA por dois anos consecutivos e se tornando o primeiro time britânico a ganhar um troféu europeu, depois da vitória por 5-1 contra o Atlético de Madrid na final da UEFA em 1963. 
A equipe do West Ham também teve muito sucesso com o trio Bobby Moore, Geoff e Martin Peters que ajudou o time a ganhar a Copa FA de 1964 a Taça dos Campeões em 1965. Os três seriam protagonistas de um sucesso ainda maior para o país.
A seleção inglesa mostrou sinais de melhora com Alf Ramsey assumindo o time e levando a equipe para a final da Copa do Mundo de 1962. No mesmo torneio em 1966, a Inglaterra se sagrou campeã por 4-2 contra a Alemanha Ocidental. Os três gols marcados por Geoff Hurst em 120 minutos, alguns duvidosos, são o único hat trick de uma Copa do Mundo. Essa Copa foi um sucesso em geral com o ótimo desempenho da seleção coreana, as faltas do time uruguaio e a habilidade de Eusébio, meia português.
Esse período também viu grandes sucessos de times ingleses nos campeonatos europeus. Manchester United venceu o Benfica na Copa Europa por 4-1 e o Leeds United em 1968. A Copa Fairs, que depois se tornou UEFA em 1971, teve times ingleses campeões por seis anos com consecutivos. A edição de 1972 teve duas equipes inglesas na final: Tottenham Hotspur e Wolverhampton Wanderers.
Durante esse período, vários times obtiveram sucesso tanto na Liga quanto na Copa FA. Manchester City e seu rival United atingiram resultados semelhantes ao mesmo tempo. Ambos venceram a primeira divisão em 1968, a Copa FA no ano seguinte e uma dobradinha da Copa dos Campeões e Copa da Liga em 1970. O Liverpool, sob o comando de Bill Shankly, subiu para a elite do futebol em 1962, venceu a Copa da Liga em 1964 e 1966 e um título da Copa FA neste período. Os vizinhos do Everton tiveram sucesso similar ganhando dois títulos em 1963 e 1970, e uma Copa FA em 1966.
Os jogadores que dominaram a cena do futebol nos anos 60 são: Bobby Moore, Geoff Hurst, Bobby Charlton, George Best, Denis Law, Jimmy Greaves, Francis Lee, Jeff Astle, Gordon Banks e Roger Hunt. Com exceção de Best e Law, todos esses jogadores fizeram parte da seleção inglesa, com seis deles fazendo parte do time da Copa do Mundo de 1966
Essa década também assistiu muitos jogadores se aposentarem: Danny Branchflower, Harry Degg, Dennis Viollet, Norman Deeley, Peter McParland, Noel Cantwell. Bert Trautmann, Jimmy Adamson e o cinquentenário Stanley Matthews, que fez seu último jogo pelo Stoke City em fevereiro de 1965. Já os comandantes famosos foram: Matt Busby, Bill Nicholson, Harry Catterick, Bill Shankly, Don Revie, Joe Mercer e Ron Greenwood.
Os anos 70 começaram com o título do Everton enquanto o Chelsea ganhava sua primeira Copa FA. Um ano depois, o Arsenal se tornou o segundo clube do século a vencer dois anos seguidos. O ano de 1972 viu o Derby County ganhar o título da Liga pela primeira vez sob o comando de Brian Clough, enquanto o Leeds aproveitava o sucesso como vencedor da Copa FA e o Stoke City levantava sua primeira taça de um campeonato importante na sua história.
A Copa da Liga brilhou por conta de vários clubes bons da Inglaterra durante os anos 60, antes mesmo da Liga de Futebol tornar obrigatória a participação de todos os clubes nesse torneio. Os primeiros vencedores foram o Aston Villa,os mais bem sucedidos estatisticamente no futebol inglês naquele momento. Seus rivais locais, Birmingham City, ganharam sua terceira Copa da Liga em 1963 - o primeiro grande título de sua história. Clubes que já haviam se estabelecido, como Chelsea e West Bromwich Albion, ganharam a Copa da Liga durante os primeiros anos. Porém, equipes que estavam na terceira divisão também venceram a Liga em duas ocasiões: Queens Park Rangers em 1967 e Swindon Town em 1969.

## 1972–1985: a ascensão do Liverpool
A década de 70 foi relativamente estranha no futebol inglês por conta da decepção da seleção inglesa, mas por outro lado com o bom desempenho dos times ingleses nas competições europeias. A seleção britânica não conseguiu se classificar para as edições da Copa do Mundo de 1974 e 1978, e foi desclassificada da final em 1972 e 1976. Os clubes ingleses dominaram o continente europeu. Juntos, eles venceram oito títulos europeus nos anos 70. Já de 1977 a 1984, eles ganharam sete de oito copas europeias.
Os clubes londrinos aproveitaram um bom começo, com o Arsenal e Chelsea ganhando títulos, enquanto West Ham United ganhava sua segunda Copa FA em 1975. O Arsenal chegou à final do mesmo campeonato por três anos seguidos a partir de 1978, mas ganhou apenas um título.
Porém, o time que dominava o cenário do futebol inglês era o Liverpool que ganhou títulos da Liga em 1973, 1976, 1977, 1979, 1980, 1982, 1983 e 1984. Eles ainda conquistaram três Copas Europeias e quatro Copas da Liga sob o comando de Shankly e seu sucessor Bob Paisley. Jogadores como Emlyn Hughes e Alan Hansen ajudaram o Liverpool a consolidar seu futebol por conta da habilidade e talento suportados pelo trabalho ético. Kevin Keegan era o maior goleador do time até ser vendido para o HSV Hamburg em 1977 e ser substituído por Kenny Dalglish.
O meia ficou isolado por conta da chegada de Graeme Souness. Os anos 80 ficaram conhecidos por desovar estrelas do futebol como o goleador Ian Rush, o talentoso Craig Johnson e o habilidoso Steve Nicol.
Derby County, Nottingham Forest, Everton e Aston Villa foram outros times muito bem-sucedidos nos anos 80. O Derby, comandado por Brian Clough e depois Davey Mackay, foi o único time, além do Liverpool, a conquistar a Liga mais de uma vez durante os anos 70. Eles também chegaram à semifinal da Copa Europeia na temporada de 1972-1973, apesar de seu desempenho ter decaído até o fim da década. Forest, liderado por Brian Clough, depois de ter deixado o Derby, subiu para a primeira divisão em 1977, ganhou o título da Liga no ano seguinte, dois troféus da Copa Europeia dois da Copa da Liga. O Everton começou os anos 70 com ótimo desempenho com o título da Liga em 1970 e da Copa FA em 1984. Eles também venceram outro torneio da Liga e a Copa dos Campeões em 1985. O Aston Villa voltou da terceira divisão em 1970, ganhando seu passe para a primeira em 1975, uma Copa da Liga no mesmo ano e em 1977. Em 1981, eles venceram o mesmo torneio e no ano seguinte ganharam a Copa Europeia, se tornando o quarto time da Inglaterra a realizar esse feito ao ganhar do Bayern de Munique por 1-0 em Roterdã.
	Entre os anos de 1965 e 1974, Leeds mostrou ser o time mais consistente do futebol inglês, ganhando dois títulos da liga assim como cinco vezes vice-campeão, sem nunca ter ficado fora do top 4. Além disso, chegaram à nove finais, outras quatro semifinais e o título da Copa FA em 1972. Porém, o sucesso acabou por conta da saída de Don Revie para a seleção inglesa em 1974. Com exceção de uma final em 1975, o time não ganhou mais nada e foi rebaixado em 1982.
	Outros clubes também não se saíram bem nos anos 70; Manchester United começou a decair depois que Matt Busby se aposentou em 1969 e foi rebaixado em 1974. Porém, eles voltaram para a primeira divisão na temporada seguinte e chegaram à três finais em quatro anos (1976, 1977 e 1979), apesar de só terem ganho a final de 1977. O United terminou o campeonato em segundo por duas vezes durante os anos 80 e ganhou mais duas taças da Copa FA em 1983 e 1985. Mas, eles não ganhavam um título da Liga desde 1967.
	Por outro lado, os vizinhos do Manchester City sofreram no começo dos anos 80 depois de terem se saído relativamente bem na década de 70. Eles ficaram em segundo colocado na Copa FA em 1981, mas pagando caro por jogadores que não conseguiam fazer jus ao dinheiro que ganhavam. Por isso, o time caiu para a segunda divisão em 1983 e depois em 1987, só conseguindo voltar para a elite duas temporadas seguintes em ambas as ocasiões. Porém, só 20 anos depois eles conseguiriam competir seriamente entre os melhores times da Inglaterra.
	Enquanto isso, o Chelsea também passava por um momento turbulento depois de ter ganho a Copa FA em 1970 e a Copa dos Campeões em 1971. Problemas financeiros e a perda de jogadores importantes fizeram com que o Chelsea passasse a maior parte dos anos 70 e 80 oscilando entre a primeira e segunda divisões. Em 1983, eles evitaram um quase rebaixamento para a terceira divisão, mas conseguiram subir no ano seguinte.
	O período também foi marcado por surpresas, uma vez que alguns times sem destaque ganharam a Copa FA: Sunderland (ganhando do Leeds em 1973), Southampton (vencendo o Manchester United em 1976) e o West Ham United (batendo o Arsenal em 1980). Bobby Robson’s Ipswich Town foi outro clube pequeno que ganhou a Copa FA em 1978 e a UEFA em 1981. Eles também ficaram em segundo na Liga em 1981 e 1982.
	O ano de 1979 viu a formação da Conferência de Futebol. Essa foi a primeira liga nacional para desenvolver as categorias abaixo da Liga de Futebol, e foi o começo da formalização da pirâmide do futebol inglês. Os primeiros sete campeões da Conferência não conseguiram chegar à Liga, mas em 1986 foi decidido que o campeão da Conferência do ano seguinte seria automaticamente promovido para a quarta divisão da Liga.

## 1986–1991: o fim de uma era
Durante os anos 70 e 80, o “holiganismo” (futebol violento) começou a assombrar o futebol inglês. O desastre o estádio Heysel foi o auge dessa violência. Hooligans ingleses, policiais despreparados e um estádio antigo causaram a morte de 29 torcedores da Juventus na final da Copa Europa em 1985. Isso fez com que alguns times ingleses fossem banidos do futebol europeu por cinco anos e o Liverpool, o clube envolvido, sendo banido por seis. Clubes do norte da Inglaterra, a região com os piores índices de desemprego, sofreram muito com a situação financeira. Inclusive, os anos 80 viram dois clubes, que já tinham ganhado a Liga, serem rebaixados para a quarta divisão pela primeira vez, e quase perderem seu status de time da liga. Em 1986, o Wolverhampton Wanderers se tornou o segundo time no futebol inglês a sofrer três rebaixamentos consecutivos.
A dominação do Liverpool chegava ao fim por volta de 1991. Uma das maiores histórias de sucesso dessa era foi a do Wimbledon, que subiu da quarta para a primeira divisão em quatro temporadas, ficou em 6º na sua temporada inaugural no futebol de elite e bateu o Liverpool por 1-0 na final da Copa FA em 1988, uma das maiores surpresas do campeonato. Eles só conseguiram chegar à Liga em 1977. Outro time que subiu da quarta para a primeira divisão foi o Swansea City. Eles terminaram em 6º o campeonato de 1981, mas caíram para a quarta divisão em 1986. O Watford chegou à primeira divisão pela primeira vez em 1982 e terminaram a liga em segundo colocado.
Mesmo quando os times ingleses foram readmitidos nas competições europeias, apenas em 1995 eles conseguiram reconquistar o lugar que antes ocupavam. As equipes são conseguiram se restabelecer na Europa depois de um tempo. Apesar do Manchester United ter ganhou a Copa dos Campões da Europa em na primeira temporada em que voltou do afastamento, a Copa da Europa não foi conquistada por nenhum time inglês até 1999.do futebol inglês. Esforços foram feitos para remover os hooligans do futebol inglês. 
O desastre de Hillborough, que também envolveu o Liverpool, apesar de não ter relação com os hooligans, mas causado pelo mau policiamento, levou a 96 mortes e mais 300 feridos na semifinal da Copa FA em 1989. Essas duas tragédias levaram à modernização do futebol inglês. A adesão nos estádios, que estavam em declínio desde os anos 70, começou a se recuperar na virada do fim dos anos 80 graças a melhora da imagem do futebol, assim como o fortalecimento da economia nacional e a queda do desemprego depois da crise de 1970. Porém, o afastamento de clubes ingleses das competições europeias de 1985 a 1990 levaram à perda de muitos jogadores que nasceram no futebol inglês. Mark Hughes, atacante do Manchester United e Gary Lineker, artilheiro do Everton, foram vendidos ao Barcelona em 1986, apesar de ambos terem voltado para a Inglaterra ao fim da década: Hughes no Old Trattfor e Lineker no Tottenham. Ian Rush deixou o Liverpool pela Juventus em 1987, mas voltou para o Anfield no ano seguinte. Chris Waddie trocou o Tottenham pelo Marseille em 1989 e ficou lá por três anos antes de voltar para a Inglaterra. 
O fim dos anos 80 e 90 viram a emergência de muitos jogadores jovens que atingiram grande destaque no futebol. Paul Gascoigne, David Platt, Matt Le Tissier, Lee Sharpe, Ryan Giggs e Paul Merson são alguns deles. Jogadores já estabelecidos que ainda jogavam na elite do futebol nos anos 90 foram Ian Rush, Peter Neardsley, Bryan Robson, Steve Bruce, Neville Southall e Ray Wilkins. Essa era também viu grandes jogadores se aposentarem: Ray Clemence, Gary Bailey, Alan Hansen, Craig Johnson, Norman hiteside, Andy Gray e Billy Bonds. 
Os técnicos bem-sucedidos dessa era incluem Kenny Dalglish, George Graham, Howard Kendall, Howards Wilkinson, Alex Ferguson, Bobby Gould, John Lyall, Jim Smith, Maurice Evans e Dave Basset.

## 1992–2001: aPremier LeagueeSky
A Premier League foi fundada em 1992 quando os 20 melhores times do futebol inglês se separaram da liga de futebol com o intuito de aumentar seu lucro e tornarem-se mais competitivos em nível europeu, onde eles poderiam ter um orçamento capaz de competir com os melhores times da Europa. Vendendo os direitos de transmissão separadamente para a Liga de Futebol, os clubes aumentariam seu lucro e exposição. A Premier League se tornou o melhor campeonato inglês e a primeira divisão (depois nomeada de Campeonato da Liga de Futebol) caiu para o segundo nível. 
O Manchester United foi o primeiro campeão da Premier League, seu primeiro título em 26 anos, e sob o comando de Alex Ferguson eles dominaram o futebol inglês durante os anos 90. A equipe venceu 5 títulos da Liga (incluindo duas dobradinhas), uma Copa da Liga, uma Copa dos Campeões e, em 1999, três taças seguintes: Copa FA, Liga e Copa dos Campeões em uma temporada. O sucesso ainda foi mais memorável por conta do grande número de jogadores que surgiram simultaneamente das categorias de base, incluindo os irmãos Gary e Philip Neville, Paul Scholes, Ryan Giggs e David Beckham. Esse sucesso continuou no novo milênio. 
Os maiores desafiadores do título da Premier League nos primeiros anos foram o Blackburn Rovers, liderados pelo goleador Alan Sherear, e o Newcastle United. O Newcastle perdeu o título de 1995-96 para o United depois de estar 10 pontos na frente durante o campeonato e alcançou o título em 1993. Eles terminaram em 2º em 1996 e também em 1997, mas no final da década caíram para o meio da tabela. O Liverpool não estava inicialmente entre os possíveis campeões da Premier League nas primeiras temporadas por não terem conseguido terminar acima da 6ª colocação até 1995. O Arsenal não conseguiu ser competitivo o suficiente até 1996-97, quando terminaram em 3º, antes de serem campeões da Premier League e da Copa FA no ano seguinte. 
O Blackburn falhou em manter seu sucesso depois do título de 1995, e em 1999 caíram para a primeira divisão, apesar de terem conseguido subir para o grupo de elite dois anos depois e terem ganho a Copa da Liga no ano seguinte. 
Outros clubes também entraram na luta em busca do título da Premier League. O Aston Villa terminou em segundo em 1993, mas caiu de rendimento nas duas temporadas seguintes. Ele venceu a Copa da Liga, terminou em 4º na Premier League em 1996 e três anos depois se classificou para a UEFA pela 5ª vez em sete temporadas. O Norwich City era forte candidato ao título de campeão em 1992-93 sob o comando de Mike Walker, liderando a tabela por várias vezes antes de terminar am 3º - e também se classificando para a UEFA pela primeira vez na sua história. Ele venceu o Bayern de Munique antes de eliminar o Inter de Milão, mas não conseguiu manter o ritmo e em1995 caiu para a Divisão 1. 
Muitos clubes que obtiveram sucesso nas décadas de 70 e 80 não foram tão bem na Premier League. O Liverpool não conseguiu dominar a década de 90 assim como fez nos anos 70 e 80. Depois do título de 1990, os "reds" só conquistaram a Copa FA em 1992 e a Copa da Liga em 1995. Eles terminaram em 8º em 1994, e apesar de ter ficado em 6º na primeira temporada da Premier League, eles passaram mais da metade do campeonato na segunda metade da tabela. O Everton não fez muito melhor do que isso. Apesar de ter ganho a Copa FA em 1995 em cima do Manchester United, o Liverpool esteve envolvido em três disputas pelo rebaixamento durante a década e nunca terminou acima da 6ª colocação. Depois de um início promissor, que incluiu o 5º lugar duas vezes, o Manchester City também lutou contra o rebaixamento, mas perdeu e caiu para a Divisão 1 e para a 2 em 1998. Mas, duas promoções sucedidas os levaram à Premier League na temporada de 2000-01.  
O futebol inglês cresceu, mais popular do que nunca, com os clubes gastando 10 milhões de libras por jogadores e salários chegando a 100 mil libras por semana para os melhores. Isso tornou ainda mais difícil a ascensão de clubes que tentavam se estabelecer entre os melhores. 
No século XXI, alguns clubes que já tinham reformado os seus estádios decidiram mudá-los de lugar, quase sempre depois que seu sucesso dentro de campo foi revertido em grandes quantias de dinheiro proveniente dos grandes públicos. Southampton, Leicester City e Arsenal são alguns desses clubes. 
Os jogadores famosos que surgiram na década de 90 foram Ryan Giggs, David Beckham, Michael Owen, Sol Campbell, Chris Sutton, Robbie Fowler, Gary Neville e Rio Ferdinand. 
Assim como talentos britânicos e irlandeses, havia muitos jogadores estrangeiros que atingiram seu auge nos clubes ingleses. Eram Eric Cantona, Jurge Klinsmann, Dennis Bergkamp, Gianfranco Zola, Patrick Vieira e Peter Schmeichel. O número de jogadores estrangeiros na Inglaterra cresceu muito durante a segunda metade da década de 90. Por isso, os times passaram a ter um limite de contratação de jogadores que não eram ingleses. 
Muitos jogadores experientes cujas carreiras começaram na década de 80 e ainda jogavam no seu melhor nível ao fim da década de 90. David Seaman, Tony Adams, Gary Pallister, Colin Hendry, Paul Ince, Alan Shearer e Mark Hughes são alguns deles. A década também viu as carreiras de jogadores legendários chegarem ao fim: Bryan Robson, Gordon Strachan, Ian Rush, Peter Beardsley, Steve bruce, John Barnes e Peter Shilton. Alguns técnicos famosos dessa era foram Alex Ferguson, Kenny Dalglish, Arsène Wenger, Ruud Gullit, Gianluca Vialli, George Graham, Joe Royle, Frank Clark, Brian Little e Martin O’Neill.

## 2003–presente: polarização financeira
Na Inglaterra, na Europa em geral, a primeira década do século XXI viu o estouro da bolha financeira, com o colapso da ITV Digital em maio de 2002 deixando um buraco no bolso dos clubes da Liga de Futebol, que confiaram no dinheiro da televisão para manter os altos salários. Apesar de nenhum time ter falido, muitos estiveram em perigo: Leicester City e Bradford City. 
Ao mesmo tempo, os clubes mais ricos continuaram a crescer com os salários dos melhores jogadores ainda melhores. A incrível campanha do Manchester United continuou até a aposentadoria do Sir Alex ferguson como técnico em 2013. Arsenal ganhou sua terceira dobradinha em 2002 e conquistou o título em 2004 sem perder um jogo durante toda a temporada. Em 2003 e 2005, quando ele perdeu o título da Premier League, levou a taça da  FA Cup. O United ainda conseguiu ganhar outra Copa FA Cup em 2004 e a Copa da Liga em 2006, e também em 2000, 2001,2003 e 2007. 
O sucesso do Chelsea só aumentava quando em 2003, a Roman Abramovich, uma oligarquia russa, comprando o Chelsea por 150 milhões de libras. Abramovich mudou-se para a Inglaterra e se tornou o homem mais rico do país. Depois de terminar em 2º em 2004, o Chelsea ganhou a Copa da Liga sob o comando do substituto de Cláudio Ranieri, José Mourinho em 2005, e outro título em 2006, assim como a Copa FA e a Copa da Liga em 2007. Ele ganhou a sua primeira dobradinha em 2010, durante duas temporadas sob o comando de Carlo Ancelotti. Roberto Di Matteo guiou o Chelsea para sua primeira taça da Copa Europa em 2012. José Mourinho voltou ao Chelsea e comandou o time em outro título da Premier League em 2015.
O Tottenham Hotspur ressurgiu em 2005, fazendo aparições regulares Copa da UEFA e na Copa dos Campeões, apesar de seu maior troféu no século XXI ter sido em 2008 quando venceu a Copa da Liga. 
Durante esse período, a seleção britânica foi comandada por um técnico estrangeiro pela primeira vez na história. Sven-Göran Eriksson conquistou resultados expressivos em campeonatos internacionais, vencendo o Brasil na Copa do Mundo de 2002, Portugal na Euro 2004 e na Copa do Mundo de 2006. Por conta da ausência de títulos, Eriksson se demitiu. Steve McClaren assumiu a seleção. A não classificação da equipe britânica para Copa dos Campeões da Europa de 2008 levou à demissão de McClaren em novembro de 2007 depois de apenas 16 meses no comando. Ele foi substituído por Fabio Capello, que ficou 4 anos antes de ser trocado por Roy Hodgson.
A temporada de 2006-07 viu o Manchester United ganhar a Premier League pela primeira vez em quatro anos, com o Chelsea terminando em segundo, o Liverpool em terceiro, Arsenal em quarto, enquanto Tottenham, Everton e Bolton Wanderers conseguiram classificação para a Copa da UEFA. 
A diferença entre a Premier League e a Copa da Liga se mostrava cada vez maior já que dois times recém promovidos, Watford e Sheffield United, foram rebaixados, apesar do reading - o outro recém promovido que jogava sua primeira boa campanha da história - terminou em 8º e quase perdeu sua classificação para a competição europeia. A disputa pela promoção para a Premier League teve um final previsível já que os dois times que subiram foram os dois que caíram no ano anterior - Sunderland e Birmingham City. O Derby County ficou com a última vaga. 
A temporada de 2007-08 trouxe um padrão familiar na Premier League uma vez que o Manchester United conquistou o título e o Chelsea terminou em segundo, com o Arsenal em 3º e o Liverpool em 4º. Everton e Aston Villa completaram o top 6 que se classificou para a UEFA. O maior sucesso da temporada foi Harry Redknapp, que levou o Portsmouth a sua maior glória em 60 anos na Copa FA. Quando Redknapp assumiu o time em março de 2002, o time não jogava entre os melhores times há 40 anos, com exceção de uma campanha bem-sucedida nos anos 80.
A temporada de 2008-09 começou com duas grandes transferências no futebol inglês: o meio-campo brasileiro Robinho chegando ao Manchester City por 32,4 milhões de libras e o atacante búlgaro Dimitar Berbatov que chegava ao Manchester United vindo do Tottenham Hotspur. A temporada teve um final já conhecido com o Manchester United ganhando seu terceiro título consecutivo da Premier League com uma distância de quatro pontos do segundo colocado Liverpool.
Pela primeira desde 2003, o Chelsea ficou fora do top 2 ao ficar em terceiro colocado. Na Copa da Liga, Manchester United conquistou o título pela terceira vez, mas sofreu em âmbito continental ao perder a final da Copa da Europa para o Barcelona. 
Os grandes jogadores dessa era são Wayne Rooney (Everton, Manchester United e a seleção inglesa), Thierry Henry (Arsenal e seleção francesa), Frank Lampard (Chelsea e seleção inglesa), Steven Gerrard (Liverpool e seleção), Joe Cole (West Ham United, Chelsea e seleção). 
Michael Owen, Rio Ferdinand, Ryan Giggs, David Beckham e Sol Campbell foram alguns dos jogadores que surgiram na década de 90, mas que ainda jogavam no século XXI. Ilustres jogadores que pararam de jogar na década de 2000 foram Alan Shearer, Dennis Bergkamp, Denis Irwin, Paul Ince e Roy Keane. Os técnicos bem-sucedidos desse período foram Alex Ferguson, José Mourinho, Arsène Wenger, Roberto Mancini, Gérald Houllier e Rafael Benítez.
Desde 2010, o Manchester City ressurgiu graças ao bom momento de seus donos árabes que compraram o time em 2008. O maior título do City durante 35 anos veio em 2011 quando eles ganharam a Copa FA, e um ano depois venceram a Premier League numa temporada dramática, vencendo o Queens Park Rangers na última rodada. Todo esse sucesso foi comandado pelo técnico italiano Robert Mancini, que foi demitido depois de não ganhar nenhum título na temporada de 2012-13. Seu sucessor, Manuel Pellegrini, guiou o City em mais um título da Premier League em 2014.
Depois de uma década longe da beira dos gramados, Kenny Dalglish comandou o Liverpool pela segunda vez depois da demissão de Roy Hodgson. Dalglish guiou o time à Copa da Liga um ano depois e à segunda colocação da Copa FA.
Ao final da temporada de 2012-13, Sir Alex Ferguson anunciou sua aposentadoria como técnico do Manchester United depois de 27 anos e 38 troféus. Seu sucessor foi o técnico do Everton David Moyes, que foi demitido em menos de um ano por ter liderando o United na sua pior temporada em 25 anos, terminando em 17º na Premier League. Depois disso, Louis van Gaal conseguiu a classificação para o europeu em ambas as temporadas em que foi técnico. Na segunda, ele comandou o Manchester na vitória da Copa FA, vencendo o Crystal Palace por 2-1 na final. Porém, dois dias depois ele foi substituído por José Mourinho, o técnico campeão pelo Chelsea em 2004-05, 2005-06 e 2014-15.
Depois de 38 anos sem um campeão inédito (era a liga nacional há mais tempo sem um campeão inédito), e após um domínio do Chelsea, Liverpool e ambos os times de Manchester, uma das maiores surpresas do futebol inglês foi o título do Leicester City na temporada de 2015-2016. O time foi comandado pelo italiano Claudio Ranieri, ex-técnico do Chelsea. Essa temporada também viu o AFC Bournemouth se manter no grupo de elite na primeira participação da série A - um feito histórico para um time que quase faliu. Hoje, a BT Sport se tornou um canal popular para a transmissão dos jogos, assim como a Sky.